# Weltnormentag
Der Weltnormentag, englisch World Standards Day, wird jährlich am 14. Oktober begangen. Es ist ein Gedenktag, der von der Internationalen Organisation für Normung (ISO), der International Electrotechnical Commission (IEC) und der Internationalen Fernmeldeunion (ITU) ins Leben gerufen wurde.
Der 14. Oktober wurde als Termin gewählt, da am 14. Oktober 1946 Delegierte aus 25 Ländern in London beschlossen, eine internationale Organisation zur Erleichterung der Standardisierung zu schaffen. Die ISO wurde ein Jahr später gegründet. Die Botschaft wird jedes Jahr von der ISO auf einem aktuellen Aspekt der Standardisierung basierend festgelegt:
- 2021: Normen für mehr Nachhaltigkeit
- 2020: Den Planeten mit Standards schützen
- 2019: Videostandards schaffen eine globale Bühne
- 2018: Internationale Normen und die vierte industrielle Revolution
- 2017: Standards machen Städte smarter
- 2016: Standards schaffen Vertrauen
- 2015: Standards – die gemeinsame Sprache der Welt[2]
- 2014: Einheitliche Wettbewerbsbedingungen durch Normung
- 2013: Internationale Normen sichern positiven Wandel
- 2012: Bessere Ergebnisse mit weniger Aufwand – Effizienzsteigerung durch Normen
- 2011: Internationale Normen – Globale Vertrauensbildung
- 2010: Normen für eine Welt ohne Hürden / Standards machen die Welt allen zugänglich
- 2009: Normen gegen den Klimawandel[3]

In Deutschland existieren allein 30.000 Normen des Deutschen Instituts für Normung (DIN). Der wirtschaftliche Wert der Normen wird vom DIN auf ca. 16 Milliarden Euro pro Jahr beziffert.
Für das DIN sind rund 28.500 externe Experten beschäftigt und etwa 380 eigene Mitarbeiter. Etwa 2600 Normen entstehen jährlich in 75 Kommissionen und Normenausschüssen, ferner Entwürfe und Vornormen.
Unter den bestehenden Normen verbergen sich auch einige Kuriositäten: So erweiterte die EU 1998 die Größenvorgaben für Präservative auf 17 cm in der Länge und 56 mm in der Stärke, nachdem 1993 noch 1 cm respektive 2 mm weniger erforderlich waren.
In den USA wird der Weltnormentag in der Regel an einem von der Norm abweichenden Termin gefeiert, der vom ANSI festgelegt wird. 2020 ist das der 22. Oktober.